# Chiesa di Santa Barbara (Roma)
La chiesa di Santa Barbara è un luogo di culto cattolico di Roma, situato nel quartiere Appio Claudio-Capannelle, in largo Santa Barbara.

## Storia
Fu costruita nel 1953 su disegno dell'architetto Luigi Gherardelli del comando dei Vigili del Fuoco di Firenze, in una zona di Roma allora abbastanza disabitata ed occupata solamente da casali di campagna, dalla scuola dei Vigili del Fuoco e dall'ippodromo delle Capannelle. Fu proprio la ristrutturazione della suddetta scuola, che comprendeva anche la costruzione di un villaggio per il personale, ad imporre anche la costruzione della chiesa e a dedicarla alla santa patrona dei Vigili del Fuoco, santa Barbara di Nicomedia.
La prima pietra del nuovo edificio sacro fu posta il 9 marzo 1952; un anno e mezzo dopo la chiesa era ultimata, e venne solennemente consacrata dal cardinale Clemente Micara il 6 dicembre 1953.
Qualche giorno prima, il 1º dicembre, la chiesa era eretta a parrocchia con il decreto “Pastoris aeterni” ed affidata al clero diocesano di Roma.

## Descrizione
La chiesa è preceduta da un porticato con pilastri. Una lapide ricorda la visita effettuata in questa chiesa da papa Giovanni Paolo II il 26 febbraio 1989.
All'interno si presenta ad un'unica navata, con soffitto ligneo a capriate, ed illuminata da otto finestre con vetrate policrome che raffigurano diverse sante della chiesa cattolica: Orsola, Lucia, Cecilia, Agata, Agnese, Caterina d'Alessandria, Maria Goretti e Giovanna d'Arco. Sotto ognuna di questa finestre ci sono pitture che raffigurano episodi della vita dei santi.
Ai lati della chiesa sono collocati due altari laterali, uno dedicato al Sacro Cuore e l'altro a santa Rita. L'altare maggiore e ornato di un'abside ove è collocato un grande affresco di Gianfranco Lucidi del 1969: al centro è la figura del Cristo, accompagnata da raffigurazioni di scene o elementi che alludono al quartiere o alla zona ove è inserita la chiesa: un cavaliere che salta un ostacolo (l'ippodromo delle Capannelle), un aereo (l'aeroporto di Ciampino), un acquedotto (l'acquedotto Claudio), una caserma dei vigili del fuoco.
Sulla destra è collocata la cappella del Santissimo Sacramento, con diverse statue devozionali e la Via Crucis in terracotta invetriata.